# Port de Doraleh
 (juillet 2011).
Si vous disposez d'ouvrages ou d'articles de référence ou si vous connaissez des sites web de qualité traitant du thème abordé ici, merci de compléter l'article en donnant les références utiles à sa vérifiabilité et en les liant à la section « Notes et références ».

Le port de Doraleh, est une extension du port international de Djibouti. Le projet, aux importantes conséquences économiques, a été lancé en 2003 à Doraleh qui était auparavant une zone côtière à une quinzaine de kilomètres de Djibouti. Il se compose d'un terminal pétrolier et d'un port de transit et transbordement de conteneurs (le plus grand d'Afrique).
Selon la république de Djibouti, il y a eu corruption par DP World via des versements illégaux à un homme d'affaires (Abdourahman Boreh) chargé de faire obtenir la concession. Le gouvernement y a vu une raison de résilier le contrat de concession de 30 ans signé en 2008 et de réclamer des dommages et intérêts. Mais en septembre-octobre 2016, le tribunal arbitral commercial chargé du dossier a rejeté les demandes de la république de Djibouti, et lui a imposé de payer les frais de DP World à titre d’indemnité. Le 23 février 2018, le gouvernement Djiboutien prend le contrôle unilatéralement du port et expulse DP World.

## Le terminal pétrolier
Le complexe pétrolier se caractérise par la possibilité d'accueillir des navires ayant un tirant d’eau de 20 mètres. il dispose d’une capacité de stockage de 370 000 m³. Il est géré par la société « Horizon Djibouti Terminal Limited » (HDTL) , qui se positionne comme un important acteur économique de Djibouti. Elle souhaite créer un centre d'approvisionnement local, régional et international en hydrocarbures.
Djibouti, au débouché méridional de la mer Rouge, se situe sur une grande voie de circulation du pétrole. Il offre également un accès aux marchés des autres pays de la Corne de l'Afrique (Éthiopie, Somalie, Soudan…)
HDTL est une coentreprise dont le capital est réparti entre « Horizon Terminals Ltd » (40 %), filiale d’ENOC, des intérêts djiboutiens (30 % au privé et 10 % à l’État) et « Independent Petroleum Group », une société koweïtienne (20 %). «Emirats National Oil Company Ltd» (ENOC) est la compagnie pétrolière des Émirats arabes unis, qui s'est développée à partir de terminaux situés aux Émirats arabes unis et en Arabie saoudite avant de s'implanter en Extrême-Orient et en Afrique en 2003.
En 2007, le trafic a atteint 32 millions de m³, contre 2 millions en 2006. 90 % environ du trafic du port de Djibouti est lié à l'Éthiopie (contre 3 % avant 1998 lorsque l'Éthiopie utilisait le port d'Assab). Plusieurs centaines de camions font tous les jours la navette entre les ports de Djibouti et l'Éthiopie. Ce trafic a nécessité la création d’une aire de repos au point kilométrique 12 (PK12). Deux cents camions de 45 000 litres peuvent être gérés chaque jour à Doraleh où un camion charge en 45 minutes au lieu de 24 heures au port de Djibouti.

## Le terminal à conteneur
En 2011, 450 000 conteneurs sont passés par le port de Doraleh (plus grand port à conteneurs d'Afrique), qui en espère 700 000 dans un avenir proche. Ce terminal est géré à la fois par une société de Dubaï « DP World » (qui a obtenu une concession de 30 ans) et par « China Merchants Port Holdings Company Limited » (groupe concurrent de DP World, basé à Hong Kong),).
Le terminal à conteneurs de Doraleh est devenu le 17 avril 2012 le second port d’Afrique à disposer d'équipements de détection des produits nucléaires et radioactifs après celui de Mombasa. Financés par le gouvernement des États-Unis pour un montant estimé entre 8 et 10 millions de dollars, ces matériels sophistiqués visent un meilleur contrôle des conteneurs. Chaque conteneur passe dans un portique qui en analyse le contenu sans avoir besoin de l’ouvrir. Si le portique détecte un produit suspect, le conteneur est fouillé manuellement. 
Le ministre djiboutien de l’équipement et des transports, Mohamed Moussa Ibrahim, a inauguré[Quand ?] la mise en service de ces équipements de détection en présence du chef de la Sécurité nationale, Hassan Saïd Khaireh, du président de l’autorité des ports et des zones franches, M Aboubaker Omar Hadi, du chargé d’affaires de l’ambassade des États-Unis à Djibouti, Paul Pometto, et un parterre de personnalités civiles et militaires dont le chef des garde-côtes djiboutiens, le commandant Waiss Omar Bogoreh. Paul Pometto a affirmé que ce projet s’inscrit dans le cadre de la politique de sécurité nucléaire du président Barack Obama.

## Contre-piraterie
Le port pâtit des opérations de piratage qui se sont développées au large de la Somalie.
En 2011, en avril à Dubaï, une 1ère conférence vise à soutenir un fonds d'affectation spéciale de l'ONU contre la piraterie. Plus de 65 gouvernements et représentants d'organisations internationales, dont les Nations unies et plus de 120 dirigeants d'entreprises liées à l'industrie maritime étaient réunis.
En juin 2012, à Dubaï, le ministère des Affaires étrangères des Émirats arabes unis et DP World ont organisé la seconde conférence de haut niveau sur le contre-piratage public-privé.
Ces conférences se poursuivent.

## Évolution
Une extension du port entre en service en 2017, incluant la Base chinoise de Doraleh une base navale de la marine chinoise.
La nouvelle ligne ferroviaire entre Addis-Abeba et Djibouti construite avec l'aide de la Chine a été inaugurée officiellement le 5 octobre 2016. Sa phase d'exploitation commerciale qui débutera en 2017 et doit permettre au port de Doraleh de devenir le principal débouché maritime des pays d'Afrique orientale,. Ainsi 90 % des importations éthiopiennes transitent par Djibouti.

## La concurrence de Berbera
En 2021, dans le Somaliland voisin, la capitale Berbera a inauguré son propre terminal à conteneurs dans le cadre d'une coopération avec DP World. Il a été complété en 2023 d'une zone franche, située à 15 kilomètres du port.